# Sarcophaga bivittata
Sarcophaga bivittata är en tvåvingeart som först beskrevs av Tadao Kano och Guilherme A.M.Lopes 1971.  Sarcophaga bivittata ingår i släktet Sarcophaga och familjen köttflugor. Inga underarter finns listade i Catalogue of Life.